# Holger Bech Nielsen
Holger Bech Nielsen, född 25 augusti 1941, är en dansk teoretisk fysiker, professor emeritus vid Niels Bohr-institutet, vid Köpenhamns universitet, där han började studera fysik 1961.

## Karriär
Nielsen har gjort originalbidrag till teoretisk partikelfysik, särskilt inom strängteori. Oberoende av Nambu och Susskind var han den förste som föreslog att Veneziano-modellen faktiskt var en strängteori och därför anses han vara en av strängteorins fäder. Han tilldelades 2001 det högt uppskattade Humboldtpriset för sin vetenskapliga forskning. Flera fysikbegrepp är uppkallade efter honom, t.ex. Nielsen–Olesen vortex och Nielsen–Ninomiya no-go-satsen rörande möjligheten att representera kirala fermioner på ett gitter med ett jämnt antal dimensioner. I de ursprungliga dualitetsmodellerna, som senare skulle erkännas som ursprunget till strängteori, är Koba-Nielsen-variablerna också uppkallade efter honom och hans medarbetare Ziro Koba.
Nielsen är känd i Danmark för sina entusiastiska offentliga föreläsningar om fysik och strängteori, och han intervjuas ofta i dagliga nyheter, särskilt i frågor som rör partikelfysik.
Nielsen är medlem i den norska vetenskapsakademin.